# Studánka
Studánka är en ort i Tjeckien.   Den ligger i regionen Plzeň, i den västra delen av landet, 130 km väster om huvudstaden Prag. Studánka ligger 583 meter över havet och antalet invånare är 402.
Terrängen runt Studánka är platt åt sydost, men åt nordväst är den kuperad. Terrängen runt Studánka sluttar österut. Runt Studánka är det ganska glesbefolkat, med 24 invånare per kvadratkilometer. Närmaste större samhälle är Tachov, 2,7 km nordost om Studánka. Omgivningarna runt Studánka är en mosaik av jordbruksmark och naturlig växtlighet.